# Roman Horoszkiewicz
Roman Horoszkiewicz, ps. „Wojnicz” (ur. 5 stycznia 1892 w powiecie czortkowskim, zm. 11 grudnia 1962 w Opolu) – kapitan piechoty Wojska Polskiego, powstaniec śląski, po II wojnie światowej działacz kulturalny na Śląsku Opolskim.

## Życiorys
Pochodził z rodziny inteligenckiej o silnych polskich tradycjach niepodległościowych. Syn Tadeusza i Heleny z Dobek-Zarębów. Źródła podają różne nazwy jego miejsca urodzenia: Sołówka, Sałówka, Stalówka, zgodne są natomiast co do położenia tej miejscowości w powiecie czortkowskim. Ukończył gimnazjum w Krakowie. Następnie w 1910 roku podjął studia na Uniwersytecie Jagiellońskim z dziedziny heraldyki i historii sztuki. Ukończył je dopiero w 1925, ze względu na służbę w Legionach Polskich i udział w III powstaniu śląskim.
W Legionach dosłużył się stopnia porucznika. Służył w 1 pułku piechoty i 1 pułku Ułanów Legionów Polskich. 18 listopada 1918 generał Bolesław Roja przydzielił go do Biura Prasowego w Polskiej Komendzie Wojskowej w Krakowie. W Wojsku Polskim został zweryfikowany w stopniu kapitana ze starszeństwem z dniem 1 czerwca 1919 roku w korpusie oficerów rezerwy piechoty. W maju 1921 przybył na Górny Śląsk, by wziąć udział w III powstaniu. Walczył m.in. w rejonie Strzelec a następnie w był dowódcą taktycznym pułku królewskohuckiego Karola Gajdzika.
W latach 1923–1925 studiował archeologię na Uniwersytecie Lwowskim, pracując równocześnie w Muzeum Dzieduszyckich. Po ukończeniu studiów podjął pracę nauczyciela historii w gimnazjum, następnie został zastępcą wojewódzkiego konserwatora zabytków w Brześciu nad Bugiem. Założył Muzeum Ziemi Pińskiej. Był publicystą, zajmującym się głównie tematyką krajoznawczą. W latach 1934–1939 pracował w dyrekcji Polskiego Radia. W 1934 roku pozostawał w ewidencji Powiatowej Komendy Uzupełnień Tarnopol. Posiadał przydział do 54 pułku piechoty Strzelców Kresowych w Tarnopolu. Działacz Zw. Strzeleckiego; sprawował funkcję komendanta podokręgu tarnopolskiego (1933-1934), a w latach 1934-1935 był szefem propagandy w Komendzie Głównej. W Tarnopolu redagował „Głos Polski”.
W sierpniu 1939 został zmobilizowany do 20 Dywizji Piechoty. W kampanii wrześniowej wziął udział w stopniu kapitana, biorąc udział w obronie Warszawy. Po kapitulacji doczekał końca wojny jako jeniec wojenny. Po wojnie zamieszkał czasowo w Krakowie, następnie udał się do Katowic, by zająć się zabezpieczaniem ocalałych po wojnie zabytków na terenie całego województwa śląskiego.
W 1946 podjął się organizowania polskiego życia kulturalnego i naukowego w Opolu. Pracował w Urzędzie Miasta, Wydziale Kultury i Sztuki Wojewódzkiej Rady Narodowej, Muzeum Okręgowym (ob. Muzeum Śląska Opolskiego). Był organizatorem Komitetu Organizacji Wykopalisk Prehistorycznych w Opolu. Działał w towarzystwach naukowych.
Zmarł w Opolu, został pierwotnie pochowany na cmentarzu przy ulicy Wrocławskiej, następnie prochy przeniesiono na cmentarz komunalny w Opolu-Półwsi (sektor 1ZBOWID-1-21).

## Ordery i odznaczenia
- Krzyż Niepodległości (7 lipca 1931)[7]
- Krzyż Kawalerski Orderu Odrodzenia Polski (24 kwietnia 1946)[8]
- Krzyż Walecznych (trzykrotnie)
- Srebrny Krzyż Zasługi (8 lipca 1929)[9]
- Śląski Krzyż Powstańczy
- Medal Zwycięstwa i Wolności 1945
- Srebrny Wawrzyn Akademicki (7 listopada 1936)[10]

## Upamiętnienie
Jego imię noszą ulice w Opolu i Kędzierzynie-Koźlu.